# NGC 7401
NGC 7401 is een spiraalvormig sterrenstelsel in het sterrenbeeld Vissen. Het hemelobject werd op 2 oktober 1856 ontdekt door de Ierse astronoom William Parsons.

## Synoniemen
- PGC 69911